# Шестдобе
Шестдобе (словен. Šestdobe) — поселення в общині Раче-Фрам‎, Подравський регіон‎, Словенія. Поселення засноване у 2013 році шляхом від'єднання від Ранче